# Iván Ferreiro
Iván Ferreiro Rodríguez (Nigrán, 15 d'agost de 1971) és un cantant espanyol de música rock i indie. Durant tretze anys va ser el cantant, líder i principal compositor del grup Los Piratas, en escindir-se la banda va iniciar la seva carrera en solitari.

## Carrera musical

### Los Piratas (1991−2004)
Ferreiro va fundar la banda musical Los Piratas del Capitán Baroli l'any 1989 junt a Paco Serén. Posteriorment van anar reclutant nous membres per la banda fins que definitivament es va consolidar com a banda de rock i el nom Los Piratas l'any 1991. Ferreiro va adquirir un rol capdavanter, sent també el cantant i el principal compositor. A l'octubre de 1992 va aparèixer el seu primer àlbum, en directe i homònim. Van publicar el primer treball d'estudi, Quiero hacerte gritar l'any 1993 amb part dels temes editats en el primer àlbum. Amb els treballs Poligamia (1995) i Manual para los fieles (1997) van adquirir molta popularitat a nivell nacional, amb diverses cançons emeses per radiofórmules i un important augment de vendes. El seu so es basava en el rock però van començar a incorporar elements electrònics i experimentals, i també van fusionar instruments típics de la música folk gallega. Amb la compilació Fin (de la primera parte) (1998) van tancar una etapa musical, aprofitant també alguns canvis en la formació.
La segona etapa de Los Piratas s'estableix amb l'assimilació de l'electrònica que fins llavors només havien experimentat, i també s'aprecien influència de bandes internacionals com Radiohead. Aquests discs es van moure pel límit entre l'escena independent i el mainstream, i tan la banda com la discogràfica tenien dubtes sobre quin mercat accedir. El primer àlbum fou Ultrasónica (2001), que fou certificat amb disc d'or, especialment gràcies al senzill «Años 80». La contrapartida fou Relax (2003) que es va dirigir al mercat independent per la seva foscor i l'experimentació, pel protagonisme de l'electrònica i pràcticament l'abandó de les guitarres. Arribat aquest punt, els membres de Los Piratas van decidir posar punt final a la banda perquè consideraven ja no en podien treure més suc, i era millor acabar així per continuar sent amics que continuar i afectar les seves relacions personals. Per concloure la seva trajectòria van editar una compilació en directe titulada Fin (de la segunda parte) (2004), enregistrat en el concert que van realitzar a la sala madrilenya La Riviera a finals de 2003. La dissolució definitiva es va anunciar al febrer de 2004.

### Carrera en solitari
Després de la separació de Los Piratas a finals de l'any 2003, l'Iván Ferreiro va decidir no allunyar-se del món de la música, i va començar a tocar amb el seu germà Amaro en un pub de Vigo, anomenat "El Ensanche". Les actuacions se celebraven tots els dimecres anunciades com «Rai Doriva y As Ferreiro». Els germans Ferreiro es feien passar per dues mestresses de casa (Ivonne i Tamara) que per perdre la seva por escènica acompanyaven al cantant portuguès Rai Doriva, tot i que mai va assistir als concerts. Tot i no fer publicitat, aviat molta gent es va assabentar i va començar a assistir als concerts que setmanalment feien els germans Ferreiro, que més tard van començar a actuar també a Nigrán (Pontevedra), versionant cançons de Los Planetas, Andrés Calamaro i Alaska, entre d'altres.
Mentrestant, Ferreiro continuava creant temes i aviat va poder crear un repertori amb composicions seves junt amb les del seu germà Amaro, com "Turnedo" o "SPNB". El 2005 va formar el seu primer disc en solitari titulat Canciones para el tiempo y la distancia, que el consagraria com un cantant amb una gran projecció en el panorama del pop rock espanyol. En la seva gira Tournedo, en la qual van recórrer tot Espanya, va tocar amb el seu germà Amaro a la guitarra i de Karlos Arancegui a la bateria. L'any següent va publicar el segon àlbum titulat Las siete y media, format només per vuit cançons que va compondre durant la gira. Col·labora amb Antonio Orozco en el tema «Soldado 229» de l'últim disc d'aquest anomenat Cadizfornia. A més del nou disc del seu cosí Mon, amb una cançó que li dona títol al LP (Aprendiéndonos). També col·labora amb La Sonrisa de Julia en el tercer àlbum d'aquests anomenat Bipolar. La cançó en la qual col·labora es diu «Euforia».
Al novembre del 2005, Ferreiro va idear un projecte anomenat Laboratorio Ñ, que consistia a reunir-se amb altres músics i amics durant dues setmanes en una casa de Buenos Aires per crear entre tots noves cançons. Els seus acompanyants en aquesta experiència van ser Eva Amaral (cantant del duo Amaral), Xoel López (cantant de Deluxe), Pereza, Quique González, i d'altres artistes argentins. Una de les conseqüències fou l'amistat que va fer amb aquests artistes que li van permetre col·laborar en diverses cançons com «Todo» de Pereza i «Vidas Cruzadas» de Quique González. Posteriorment, ambdós germans van enregistrar un disc en solitari a la mateixa època, Amaro Ferreiro edita Laciudadelasagujas i Iván edita Mentiroso mentiroso. Aquest treball va sortir a la venda el 25 de març de 2008, encara que va començar la gira de presentació el 13 del mateix mes. Durant uns dies, Iván Ferreiro va permetre en el seu blog la descàrrega gratuïta del seu nou disc, fins i tot abans d'haver sortit a la venda, sent un dels primers artistes de renom a Espanya que ha adoptat aquest sistema.
Al començament de 2010 l'Iván va preparar el seu proper disc, anomenat Picnic extraterrestre, que va ser publicat el 18 de maig del mateix any. El 4 de juliol de 2011, l'Iván va gravar un disc en directe que portaria per títol Confesiones de un artista de mierda. Aquest disc es va gravar en directe davant un reduït públic compost per convidats de la banda i per fans que van tenir l'oportunitat per assistir a aquest enregistrament. El disc, que consta de catorze cançons, pretén ser un repàs a clàssics anteriors com «Paraísos perdidos» o «Años 80», i una empenta per a nous temes, com a «Canción de amor y muerte», composta expressament per a la pel·lícula REC 3: Gènesi. En aquest nou àlbum l'Iván fa col·laboracions amb Santi Balmes, cantant de Love of Lesbian, a la cançó «El equilibrio es imposible», amb Xoel López, a la cançó «Turnedo», i amb Rubén Pozo, component del grup madrileny Pereza a les cançons «Canción de amor y muerte» i «SPNB». L'any següent va realitzar una gira per tot el territori espanyol per promocionar el disc, combinant sales ambientades, auditoris i festivals. Abans de finalitzar l'any va publicar un nou àlbum en solitari, Val Miñor-Madrid. Historia y cronología del mundo (2012).
Després d'uns anys de descans, no va publicar un nou treball fins a l'any 2016, concretament Casa, que va presentar en un concert a la Sala Barts de Barcelona el 9 de novembre de 2016. Va combinar la gira de promoció d'aquest disc amb la publicació de l'àlbum Cena recalentada (2018), un homenatge a la banda gallega Golpes Bajos. Per tancar l'any 2019 va llançar Quince años entre canciones para el tiempo y la distancia, una recopilació sobre els seus cinc àlbums en solitari que comprenen els darrers quinze anys de la seva carrera musical.

## Discografia
| 1.            | «Canciones para el tiempo y la distancia» | Amaro Ferreiro, Iván Ferreiro, Suso Sáiz | 2:26  |
| 2.            | «El viaje de Chihiro»                     | I. Ferreiro                              | 3:06  |
| 3.            | «Turnedo»                                 | A. Ferreiro                              | 4:38  |
| 4.            | «Mrs. P.»                                 | I. Ferreiro                              | 3:35  |
| 5.            | «S.P.N.B»                                 | A. Ferreiro                              | 3:16  |
| 6.            | «Estrella de la muerte»                   | A. Ferreiro, I. Ferreiro                 | 3:59  |
| 7.            | «Abrázame»                                | Julio Iglesias, Rafael Ferro             | 2:40  |
| 8.            | «Espectáculo»                             | I. Ferreiro                              | 3:41  |
| 9.            | «Ciudadano A»                             | A. Ferreiro, I. Ferreiro                 | 4:45  |
| 10.           | «Mi furia paranoica»                      | A. Ferreiro, I. Ferreiro                 | 9:10  |
| Durada total: | Durada total:                             | Durada total:                            | 41:16 |

| 1.            | «Fotogramas»                       | Iván Ferreiro                                | 0:59  |
| 2.            | «Carnaval y safari»                | Amaro Ferreiro, I. Ferreiro                  | 2:38  |
| 3.            | «Extrema pobreza»                  | I. Ferreiro                                  | 3:58  |
| 4.            | «Me toca tirar»                    | A. Ferreiro, I. Ferreiro                     | 3:38  |
| 5.            | «Piensa en frío»                   | A. Ferreiro, Fernando Losada, Guillermo Díaz | 3:44  |
| 6.            | «Tristeza»                         | I. Ferreiro                                  | 2:56  |
| 7.            | «La distorsión»                    | A. Ferreiro, I. Ferreiro                     | 4:47  |
| 8.            | «Días azules» (BSO de Días Azules) | A. Ferreiro, I. Ferreiro                     | 3:19  |
| Durada total: | Durada total:                      | Durada total:                                | 25:59 |

| 1.            | «Toda la verdad»                                                 | Iván Ferreiro                          | 3:19  |
| 2.            | «Mentiroso mentiroso»                                            | I. Ferreiro                            | 3:18  |
| 3.            | «De mí un pandero»                                               | Amaro Ferreiro, I. Ferreiro            | 3:25  |
| 4.            | «Secretos deseos»                                                | A. Ferreiro, I. Ferreiro               | 2:58  |
| 5.            | «Más de una vez»                                                 | I. Ferreiro                            | 3:43  |
| 6.            | «Suerte»                                                         | I. Ferreiro                            | 2:57  |
| 7.            | «Jet lag»                                                        | A. Ferreiro, I. Ferreiro               | 2:52  |
| 8.            | «NYC»                                                            | A. Ferreiro, I. Ferreiro               | 2:48  |
| 9.            | «Personalidad múltiple»                                          | I. Ferreiro                            | 3:06  |
| 10.           | «La canción del no»                                              | I. Ferreiro                            | 2:08  |
| 11.           | «Canción húmeda»                                                 | I. Ferreiro                            | 4:01  |
| 12.           | «Rocco Sigfredi»                                                 | I. Ferreiro                            | 4:26  |
| 13.           | «Meteoro y el Señor Conejo» (segment 1 de «Suite De La Soledad») | José Miguel Conejo Torres, I. Ferreiro | 1:21  |
| 14.           | «Canción sin compasión» (segment 2 de «Suite De La Soledad»)     | A. Ferreiro, I. Ferreiro               | 2:45  |
| 15.           | «Réquiem» (segment 3 de «Suite De La Soledad»)                   | I. Ferreiro                            | 1:19  |
| 16.           | «Magia»                                                          | César Pop                              | 2:52  |
| Durada total: | Durada total:                                                    | Durada total:                          | 47:18 |

| 1.            | «Canción de amor»            | Iván Ferreiro, Amaro Ferreiro                             | 4:47  |
| 2.            | «Cabaret»                    | I. Ferreiro, A. Ferreiro, Pablo Novoa                     | 3:57  |
| 3.            | «Fahrenheit 451»             | I. Ferreiro                                               | 4:00  |
| 4.            | «Perdidos»                   | I. Ferreiro, Novoa                                        | 2:54  |
| 5.            | «Paraísos perdidos»          | I. Ferreiro, A. Ferreiro, Novoa                           | 4:02  |
| 6.            | «La Jetée»                   | I. Ferreiro, A. Ferreiro, Novoa                           | 3:30  |
| 7.            | «Canción jurídica»           | I. Ferreiro, A. Ferreiro                                  | 3:56  |
| 8.            | «Puro nervio»                | I. Ferreiro, A. Ferreiro                                  | 3:50  |
| 9.            | «Canción de Navidad»         | I. Ferreiro, A. Ferreiro, Novoa                           | 3:41  |
| 10.           | «Relamida»                   | I. Ferreiro, A. Ferreiro                                  | 3:41  |
| 11.           | «Luna de miel»               | I. Ferreiro                                               | 4:52  |
| 12.           | «Picnic al borde del camino» | I. Ferreiro, A. Ferreiro, Novoa, Emilio Saiz, Toni Toledo | 2:38  |
| Durada total: | Durada total:                | Durada total:                                             | 45:48 |

| 1.            | «Mi furia paranoica»                            | Amaro Ferreiro, Iván Ferreiro | 3:26  |
| 2.            | «Extrema pobreza»                               | I. Ferreiro                   | 3:47  |
| 3.            | «Promesas que no valen nada»                    | I. Ferreiro                   | 3:22  |
| 4.            | «Santa adrenalina»                              | Los Piratas                   | 3:03  |
| 5.            | «Turnedo» (amb Xoel López)                      | A. Ferreiro                   | 3:35  |
| 6.            | «Mi Munchausen»                                 | I. Ferreiro                   | 5:06  |
| 7.            | «Rocco Sigfred»                                 | I. Ferreiro                   | 4:20  |
| 8.            | «La canción del no»                             | I. Ferreiro                   | 2:18  |
| 9.            | «Años 80»                                       | Los Piratas                   | 3:24  |
| 10.           | «El equilibrio es imposible» (amb Santi Balmes) | Los Piratas                   | 3:59  |
| 11.           | «NYC»                                           | A. Ferreiro                   | 2:43  |
| 12.           | «Tio Vivo»                                      | Los Piratas                   | 4:11  |
| 13.           | «Mi coco»                                       | I. Ferreiro                   | 4:40  |
| Durada total: | Durada total:                                   | Durada total:                 | 47:54 |

| 1.            | «Canción de amor y muerte» (amb Rubén Pozo) | Amaro Ferreiro, Iván Ferreiro         | 4:50  |
| 2.            | «Fahrenheit 451»                            | I. Ferreiro                           | 3:57  |
| 3.            | «Inerte»                                    | Los Piratas                           | 2:36  |
| 4.            | «SPNB» (amb Rubén Pozo)                     | A. Ferreiro                           | 3:48  |
| 5.            | «Paraísos perdidos»                         | A. Ferreiro, I. Ferreiro, Pablo Novoa | 3:55  |
| 6.            | «Me toca tirar»                             | A. Ferreiro, I. Ferreiro              | 3:55  |
| Durada total: | Durada total:                               | Durada total:                         | 23:01 |

| 1.  | «El bosón de Higgs»                       |  |
| 2.  | «Pájaro azul»                             |  |
| 3.  | «Bambi ramone»                            |  |
| 4.  | «Chainatown»                              |  |
| 5.  | «El dormilón»                             |  |
| 6.  | «Pandelirios»                             |  |
| 7.  | «Una inquietud persigue mi alma»          |  |
| 8.  | «Alien vs Predator» (amb Julieta Venegas) |  |
| 9.  | «El resplandor»                           |  |
| 10. | «Cómo conocí a vuestra madre»             |  |
| 11. | «Brazil»                                  |  |
| 12. | «Twin Peaks»                              |  |
| 13. | «El fin de la eternidad»                  |  |
| 14. | «Solaris»                                 |  |

| 1.  | «Casa, ahora vivo aquí»           |  |
| 2.  | «Farsante»                        |  |
| 3.  | «Dioses de la distorsión»         |  |
| 4.  | «La otra mitad»                   |  |
| 5.  | «Laniakea»                        |  |
| 6.  | «Dies Irae»                       |  |
| 7.  | «Los restos del amor»             |  |
| 8.  | «Todas esas cosas buenas»         |  |
| 9.  | «El pensamiento circular»         |  |
| 10. | «El viaje a Dondenosabidusiestan» |  |
| 11. | «Tupolev»                         |  |
| 12. | «Río Alquitrán»                   |  |

| 1.            | «Cena recalentada»                | 3:35  |
| 2.            | «No mires a los ojos de la gente» | 4:32  |
| 3.            | «La Virgen loca»                  | 3:31  |
| 4.            | «La Reclusa»                      | 3:06  |
| 5.            | «Ayes»                            | 2:34  |
| 6.            | «Estoy enfermo»                   | 3:20  |
| 7.            | «Lágrimas»                        | 2:43  |
| 8.            | «A Santa Compaña»                 | 3:25  |
| 9.            | «Desconocido»                     | 4:17  |
| 10.           | «Come Prima»                      | 2:10  |
| 11.           | «Malos tiempos para la lírica»    | 3:28  |
| 12.           | «Escenas olvidadas»               | 4:00  |
| 13.           | «Hazme un nueve»                  | 2:46  |
| 14.           | «Hansel y Gretel»                 | 2:34  |
| 15.           | «Santos de Devocionario»          | 3:44  |
| 16.           | «Fiesta de los maniquíes»         | 3:26  |
| 17.           | «Colecciono moscas»               | 3:18  |
| 18.           | «Travesuras de Till»              | 3:56  |
| 19.           | «Tendré que salir algún día»      | 2:11  |
| Durada total: | Durada total:                     | 62:36 |

| 1.  | «Canciones para el tiempo y la distancia» |  |
| 2.  | «Turnedo»                                 |  |
| 3.  | «Spnb»                                    |  |
| 4.  | «Ciudadano A»                             |  |
| 5.  | «Extrema pobreza»                         |  |
| 6.  | «Me toca tirar»                           |  |
| 7.  | «Tristeza»                                |  |
| 8.  | «La Distorsión»                           |  |
| 9.  | «Toda la verdad»                          |  |
| 10. | «Mentiroso, mentiroso»                    |  |
| 11. | «De Mi Un Pandero»                        |  |
| 12. | «Más de una vez»                          |  |
| 13. | «Jet lag»                                 |  |
| 14. | «Fahrenheit 451»                          |  |
| 15. | «Paraísos perdidos»                       |  |
| 16. | «Picnic al borde del camino»              |  |

| 1.  | «Santadrenalina»                                |  |
| 2.  | «Rocco Sigfredi»                                |  |
| 3.  | «El equilibrio es imposible» (amb Santi Balmes) |  |
| 4.  | «La canción del no»                             |  |
| 5.  | «Canción de amor y muerte»                      |  |
| 6.  | «El bosón de Higgs»                             |  |
| 7.  | «Pájaro azul»                                   |  |
| 8.  | «El dormilón»                                   |  |
| 9.  | «Una inquietud persigue mi alma»                |  |
| 10. | «Como conocí a vuestra madre»                   |  |
| 11. | «Casa, ahora vivo aquí»                         |  |
| 12. | «Farsante»                                      |  |
| 13. | «La otra mitad»                                 |  |
| 14. | «Tupolev»                                       |  |
| 15. | «El pensamiento circular»                       |  |

| 1.  | «Dies Irae» (amb Bunbury i Santi Balmes)   |  |
| 2.  | «Alien Vs Predator» (amb Julieta Venegas)  |  |
| 3.  | «Anticiclón» (amb Leiva)                   |  |
| 4.  | «Oh! Sana» (amb Miss Caffeina)             |  |
| 5.  | «Levedad» (amb Rayden)                     |  |
| 6.  | «Lágrimas felices» (amb Maneiro)           |  |
| 7.  | «Cedeira» (amb Guadi Galego)               |  |
| 8.  | «Reina Leia» (amb Love of Lesbian)         |  |
| 9.  | «Noticias» (amb Nicolás Pastoriza)         |  |
| 10. | «Todo» (amb Pereza)                        |  |
| 11. | «Siempre esperándote» (amb Carlos Sadness) |  |
| 12. | «Soldado 229» (amb Antonio Orozco)         |  |
| 13. | «Leñador y la mujer América» (amb Zahara)  |  |
| 14. | «Química brutal» (amb Mon Band)            |  |
| 15. | «Dónde estabas tu» (amb Vega)              |  |
| 16. | «Vidas cruzadas» (amb Quique González)     |  |
| 17. | «Los amantes» (amb Sidecars)               |  |
| 18. | «Me dejó marchar» (amb Coque Malla)        |  |
| 19. | «Turnedo» (amb Xoel López)                 |  |

| 1.  | «Malos Tiempos Para La Lírica» (tribut a Golpes Bajos)    |  |
| 2.  | «Desordenada habitación» (tribut a Antonio Vega)          |  |
| 3.  | «De mayor» (tribut a Bunbury i Héroes del Silencio)       |  |
| 4.  | «Mundo de cristal» (amb Pereza, tribut a Duncan Dhu)      |  |
| 5.  | «Reina de la noche» (tribut a Miguel Ríos)                |  |
| 6.  | «La estación de la Calle Perdido» (BSO Litus)             |  |
| 7.  | «Tío Alberto» (Hijos del mediterráneo)                    |  |
| 8.  | «Fariña»                                                  |  |
| 9.  | «Memento Mori»                                            |  |
| 10. | «Consummatum Est»                                         |  |
| 11. | «Gris acero sobre Buenos Aires» (amb Julián Saldarriaga)  |  |
| 12. | «Un joc d'ous» (tribut a Umpah-pah)                       |  |
| 13. | «Pa todo el año» (tribut a México)                        |  |
| 14. | «No mires a los ojos de la gente» (tribut a Golpes Bajos) |  |

| 1.  | «Cadillac solitario»                                      |  |
| 2.  | «Si tu no vuelves»                                        |  |
| 3.  | «Siete segundos»                                          |  |
| 4.  | «Farol»                                                   |  |
| 5.  | «Bueno, averno»                                           |  |
| 6.  | «Vacaciones»                                              |  |
| 7.  | «Destruye»                                                |  |
| 8.  | «As praias desertas»                                      |  |
| 9.  | «Senza un perchè»                                         |  |
| 10. | «Fue»                                                     |  |
| 11. | «Han caído los dos» (amb León Benavente i Martí Perarnau) |  |
| 12. | «Porque te vas»                                           |  |
| 13. | «Una décima de segundo»                                   |  |
| 14. | «Vambora»                                                 |  |
| 15. | «Palabras para Julia»                                     |  |
| 16. | «1999»                                                    |  |